# Anna LaCazio

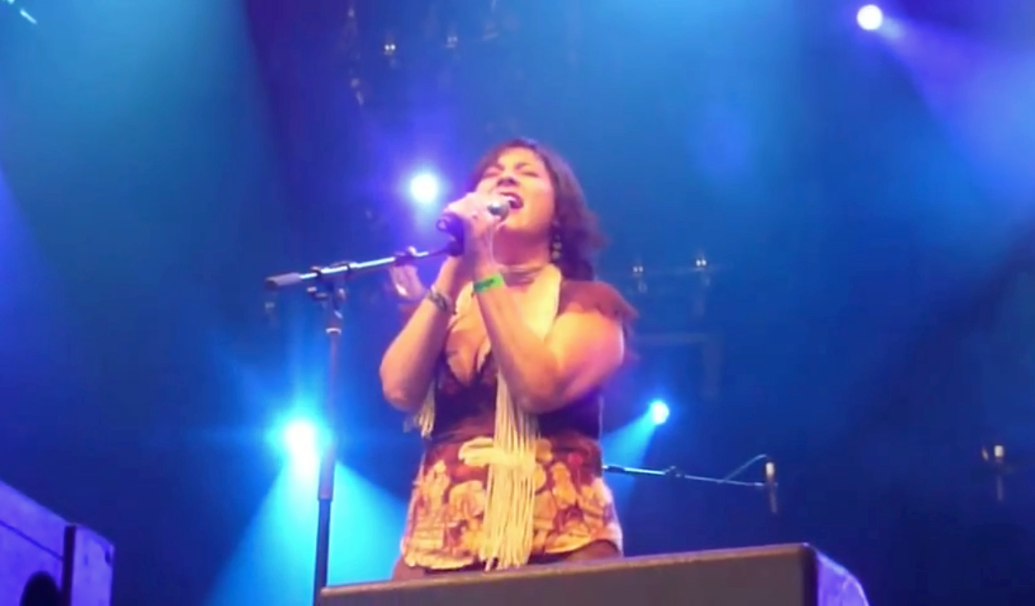
Anna LaCazio

Anna LaCazio (* 26. Januar 1962) ist eine US-amerikanische Sängerin. Sie war 1982 Mitbegründerin der Band Cock Robin, mit der sie zwischen 1985 und 1987 insbesondere in Europa beachtliche kommerzielle Erfolge feierte. Nach dem Flop des dritten Albums der Band First Love / Last Rites (1989) löste sich die Band 1990 zwischenzeitlich auf.
LaCazio tauchte in der Folge nur mehr gelegentlich als Background-Sängerin auf, so bei Produktionen von Corey Hart und Purple Mountain Matinee.
Sieben Jahre nach der Auflösung von Cock Robin nahm LaCazio zusammen mit ihrem ehemaligen Bandkollegen und Lebensgefährten Peter Kingsbery für dessen Album Pretty Ballerina (1997) eine neue Version des Cock-Robin-Songs More Than Willing auf.
Ein eigenes Soloalbum, das sie unter dem Titel Eat Life produzierte, wurde damals nicht veröffentlicht.
LaCazio zog von Los Angeles in die Wüste von Kalifornien, wo sie im Mai 2001 zusammen mit einigen anderen Musikern das Netzwerk Joshua Tree Association of Musicians & Songwriters gründete.
2006 reformierte sie Cock Robin zusammen mit den Originalmitgliedern Peter Kingsbery (Leadgesang) und Clive Wright (Gitarre). Aus dieser Reunion ging auch ein neues Album, I Don’t Want To Save The World, hervor. Aufnahmen der begleitenden Tournee wurden auf der CD Live veröffentlicht.
Nach der Geburt ihres Sohnes im Frühjahr 2007 ging LaCazio mit Cock Robin – vorwiegend in Frankreich – wieder auf Tournee. Eat Life wurde im Sommer 2009 als Download und später auch auf CD veröffentlicht. 2011 tourten Cock Robin wieder durch einige Länder Europas; sie gaben sieben Konzerte in Deutschland.